# Labbholmarna
Labbholmarna är skär i Åland (Finland). De ligger i den södra delen av landskapet, 15 km sydost om huvudstaden Mariehamn. Labbholmarna ligger 7 meter över havet.
Terrängen runt Labbholmarna är platt. Havet är nära Labbholmarna åt sydväst. Närmaste större samhälle är Mariehamn, 14,6 km nordväst om Labbholmarna. 